# عبد الرحمن حقي
عبد الرحمن حقي "بك" هو دبلوماسي مصري رأس البعثة الدبلوماسية المصرية في لندن مرتين:
- الأولى في العصر الملكي، وكانت بصفة قائم بالأعمال عام 1937، خلفًا للدكتور حافظ عفيفي.
- الثانية في مطلع عصر ثورة يوليو، وكانت بصفة سفير في 18 مارس 1953، خلفًا للدكتور محمود فوزي، الذي عُين وزيرًا للخارجية.[1]

كما كان أيضًا سفيرًا لمصر في روما بين الفترتين المذكورتين.
حصل على رتبة الباشوية في 2 يناير 1951.